# Ferdinando De Cinque
Ferdinando De Cinque (Casoli, 20 settembre 1876 – Bologna, 1950) è stato un politico e avvocato italiano, deputato dal 1929 al 1934.

## Biografia
Nato a Casoli da una notabile famiglia del paese, iniziò a studiare giurisprudenza nell'Università di Bologna, ma nel 1897 sospese gli studi per arruolarsi nella legione di camicie rosse di Ricciotti Garibaldi che combatteva accanto ai greci nella guerra contro l'Impero ottomano.
Nel 1901 riprese gli studi a Genova. Divenuto avvocato, nel 1906 si iscrisse a Faenza al Partito Repubblicano Italiano: negli anni successivi si candidò più volte, senza successo, alle elezioni per la Camera dei deputati.
Fece parte del collegio di difesa di Pietro Nenni, all'epoca segretario della Camera del lavoro di Forlì, arrestato per aver organizzato lo sciopero contro la guerra di Libia del 1911.
Collaborò con il quotidiano il Resto del Carlino. Fervente interventista, fu membro dell'associazione bolognese "Trento e Trieste" e nel 1915 si arruolò volontario nella prima guerra mondiale: ferito e decorato, fu assegnato all'ufficio stampa e propaganda del corpo d'armata di Bologna con il grado di capitano.
Nel primo dopoguerra si legò a Leandro Arpinati e aderì al Partito Nazionale Fascista. Nel 1929 a Bologna fu eletto deputato nella XXVIII legislatura con il sistema plebiscitario.
Morì a Bologna nel 1950 e fu sepolto nella tomba di famiglia del suo paese natale.